# Tischtennisweltmeisterschaft 2026
Die 70. Tischtennisweltmeisterschaft findet vom 28. April bis zum 10. Mai 2026 im englischen London statt. Es werden nur die Teamwettbewerbe ausgetragen. Gespielt wird in der Copper Box (Vorrunde) sowie der Wembley Arena (Hauptrunde).
Titelverteidiger ist sowohl bei den Männern als auch bei den Frauen China.

## Modus
Der Austragungsmodus wurde gegenüber der letzten Weltmeisterschaft geändert. Pro Geschlecht nehmen 64 Mannschaften teil (2024: 40), die auf 16 Gruppen à 4 Teams aufgeteilt werden, in denen im Rundenturnier-Modus jeder gegen jeden spielt. Die an Position 1 bis 7 gesetzten Mannschaften sowie Gastgeber England bilden dabei zwei Gruppen. Alle Teams aus diesen beiden Gruppen rücken in die im K.-o.-System mit 32 Teams ausgetragene Hauptrunde vor, wobei die Gruppenplatzierung die Setzposition bestimmt. Die Gruppenersten sowie die sechs besten Gruppenzweiten aus den anderen 14 Gruppen rücken ebenfalls direkt in die Hauptrunde vor, die anderen acht Gruppenzweiten spielen unter sich die übrigen vier Hauptrundenplätze aus.